# Pitkäjärvi (Nedertorneå socken, Norrbotten)
Pitkäjärvi är en sjö i Haparanda kommun i Norrbotten och ingår i Torneälvens huvudavrinningsområde. Sjön har en area på 0,208 kvadratkilometer och ligger 38,9 meter över havet. Sjön avvattnas av vattendraget Majavanojo.

## Delavrinningsområde
Pitkäjärvi ingår i det delavrinningsområde (734269-186968) som SMHI kallar för Namn saknas. Medelhöjden är 45 meter över havet och ytan är 12,5 kvadratkilometer. Det finns inga avrinningsområden uppströms utan avrinningsområdet är högsta punkten. Majavanojo som avvattnar avrinningsområdet har biflödesordning 2, vilket innebär att vattnet flödar genom totalt 2 vattendrag innan det når havet efter 21 kilometer. Avrinningsområdet består mestadels av skog (56 procent) och sankmarker (39 procent). Avrinningsområdet har 0,21 kvadratkilometer vattenytor vilket ger det en sjöprocent på 1,7 procent.